# Mistrovství světa ve veslování 1962
Mistrovství světa ve veslování 1962 byl historicky první světový šampionát ve veslování. Konal se v roce 1962 na jezeře Rotsee ve švýcarském Luzernu.

## Medailové pořadí
| Pořadí | Země               | Zlato | Stříbro | Bronz | Celkem |
| ------ | ------------------ | ----- | ------- | ----- | ------ |
| 1      | Německo            | 5     | 0       | 1     | 6      |
| 2      | Sovětský svaz      | 1     | 3       | 2     | 6      |
| 3      | Francie            | 1     | 2       | 1     | 4      |
| 4      | Spojené království | 0     | 1       | 0     | 1      |
| 4      | Rumunsko           | 0     | 1       | 0     | 1      |
| 6      | Rakousko           | 0     | 0       | 1     | 1      |
| 6      | USA                | 0     | 0       | 1     | 1      |
| 6      | Švýcarsko          | 0     | 0       | 1     | 1      |
| Celkem | Celkem             | 7     | 7       | 7     | 21     |

## Přehled medailí

### Mužské disciplíny
| Disciplína                  | Zlato | Čas     | Stříbro | Čas     | Bronz | Čas     |
| Skif M1x                    | Sovětský svaz Vjačeslav Ivanov | 7:07,09 | Spojené království Stuart MacKenzie | 7:10,67 | USA Seymour Cromwell | 7:11,88 |
| Dvojskif M2x                | Francie René Duhamel Bernard Monnereau | 6:33,90 | Sovětský svaz Oleg Ťurin Boris Dubrovskij | 6:34,74 | Německo Josef Steffes-Mies Jost Krause-Wichmann | 6:34,92 |
| Dvojka bez kormidelníka M2- | Německo Dieter Bender Günther Zumkeller | 6:54,62 | Sovětský svaz Valentin Borejko Oleg Golovanov | 6:58,19 | Švýcarsko Hugo Waser Adolf Waser | 7:05,59 |
| Dvojka s kormidelníkem M2+  | Německo Wolfgang Neuß Klaus-Günther Jordan Frank Steinhäuser                                                                                              | 7:19,10 | Rumunsko Ionel Petrov Carol Vereș Oprea Păunescu | 7:22,60 | Sovětský svaz Vladimir Smirnov Valerij Polkovskij Igor Rudakov                                                                                           | 7:24,17 |
| Čtyřka bez kormidelníka M4- | Německo Gerd Wolter Dagobert Thometschek Peter Paustian Christian Prey                                                                                    | 6:19,24 | Francie André Fevret Roger Chatelain Philippe Malivoir Jean-Pierre Drivet |         | Rakousko Dieter Losert Dieter Ebner Horst Kuttelwascher Helmut Kuttelwascher                                                                             |         |
| Čtyřka s kormidelníkem M4+  | Německo Bernd-Jürgen Marschner Peter Neusel Bernhard Britting Manfred Ross Jürgen Oelke                                                                   | 6:29,12 | Francie Jean Ledoux Emile Clerc André Sloth Pierre Maddaloni Alain Bouffard                                                                                                   | 6:31,93 | Sovětský svaz Boris Fjodorov Jurij Suslin Jurij Ťukalov Anatolij Fjodorov Igor Rudakov                                                                   | 6:33,30 |
| Osma M8+                    | Německo Horst Meyer Jürgen Plagemann Klaus Aeffke Klaus Behrens Hans-Jürgen Wallbrecht Karl-Heinrich von Groddeck Ingo Kliefoth Bernd Kruse Thomas Ahrens | 5:50,83 | Sovětský svaz Richardas Vaitkiavicius Antanas Bagdonavičius Zigmas Jukna Viktor Semjonov Vytautas Briedis Patras Karla Jaroslav Čerštvij Josanas Jagelavičius Jurij Lorenzson | 5:53,56 | Francie Christian Puibaraud Jean-Pierre Bellet JJacques Morel Joseph Moroni Georges Morel Robert Dumontois Bernard Meynadier Michel Viaud Alain Bouffard | 5:55,36 |